# بيت النويرة (الرياشية)

تعديل مصدري - تعديل

بيت النويرة هي إحدى قرى عزلة جبل الرياشية بمديرية الرياشية التابعة لمحافظة البيضاء، بلغ تعداد سكانها 1025 نسمة حسب تعداد اليمن لعام 2004.